# Хто стукає в мої двері?
«Хто сту́кає в мої две́рі?» — перший повнометражний фільм Мартіна Скорсезе.
Фільм отримав головну нагороду на кінофестивалі в Чикаго 1968 року.
Фільм розповідає історію кохання J.R. (Харві Кейтель) і його дівчини, яке розвивалося на вулицях Нью-Йорка, і була створена на основі дитячих і юнацьких вражень Мартіна Скорсезе. Режисер хотів зняти продовження цього фільму, і цей задум був втілений в його картині 1973 року «Злі вулиці».

## У ролях
- Зіна Бетьюн
- Гарві Кейтель